# 林肯·柯尔斯坦
林肯·柯尔斯坦 （英語：Lincoln Edward Kirstein, 1907年5月4日—1996年1月5日）是一位居住在美国纽约的作家、艺术收藏家和慈善家。也是纽约市芭蕾舞团创建人之一。 

## 生平
1907年出生在罗切斯特 (纽约州)的一个犹太家庭，从1946年至1989年的四十多年间，他担任公司总经理，以强有力的组织能力和资金筹措方式发展并维持公司运营。纽约时报评价他是一位"多领域专家"，能在同一年内组织艺术展览和各类文化讲座。

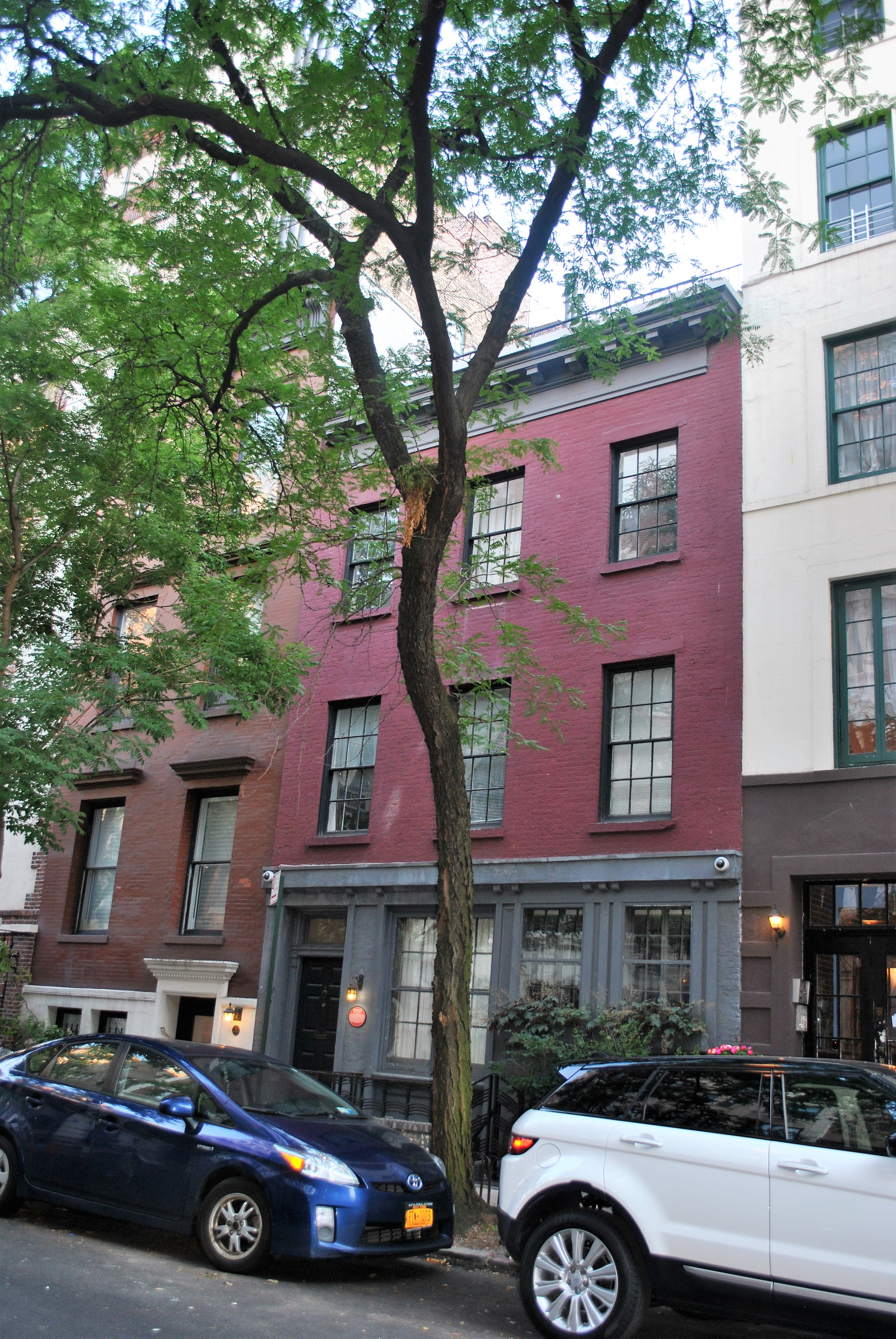
林肯·柯尔斯坦的住所，East 19th Street